# Expressway 52 (Südkorea)
Der Expressway 52  (kor. 광주원주고속도로) ist eine in Bau befindliche Schnellstraße in Südkorea. Die Autobahn soll eine Ost-West-Route im Norden des Landes bilden, von Gwangju nahe Seoul über Yeonju nach Wonju. Diese Autobahn soll einen neuen Verlauf von Seoul nach Icheon bilden. Die Autobahn ist 60 Kilometer lang.

## Straßenbeschreibung
Die Autobahn beginnt in Gwangju, einem Vorort von Seoul, die nicht mit der Stadt Gwangju im Südwesten des Landes zu verwechseln ist. Die Autobahn beginnt an einer Kreuzung mit dem Expressway 35, der Autobahn von Seoul nach Daejeon. Die Autobahn soll parallel zum Expressway 50 nördlich von Icheon über Yeonju nach Wonju führen, wo sie wieder mit einem Kreuz mit dem Expressway 55 und dem Expressway 50 zusammen führt. Auch die Strecke von Seoul zur Ostküste wird durch diese Autobahn kürzer.

## Zukunft
Am 3. Januar 2008 würde der Autobahn die Nummer Expressway 52 genehmigt. Der Bau begann am 11. November 2011 mit zwei Jahren Verspätung. Die Autobahn soll im November 2016 mit den ersten Abschnitten eröffnet werden[veraltet] und im Jahr 2019 soll die gesamte Strecke eröffnet werden.